# Molen Luteyn (Nieuwvliet)
De Molen Luteyn is een korenmolen in het Nederlandse dorp Nieuwvliet waarvan enkel de romp is overgebleven. Ze is te vinden aan de Mettenijedijk en de hoge romp is sfeerbepalend voor het dorpsbeeld.
Het betreft een voormalige bakstenen stellingmolen die gebouwd is in 1859 en onttakeld is in 1923. Ze was in gebruik als korenmolen. De molenromp staat sinds 2004 op de lijst van Rijksmonumenten.